# The Tiger Band

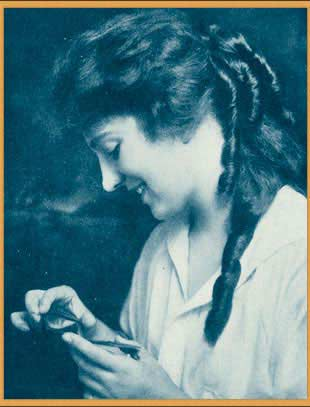
Helen Holmes, produtora e protagonista do seriado.

The Tiger Band é um seriado estadunidense de 1920, gênero ação, dirigido por Gilbert P. Hamilton, em 15 capítulos, estrelado por Helen Holmes, Jack Mower e T.D. Crittenden. Produzido pela Holmes Production Corporation e distribuído pela Warner Brothers, veiculou nos cinemas estadunidenses durante o ano de 1920.
Este seriado foi o único da Holmes Production Corporation. Em 1920, Helen Holmes resolvera fundar a Helen Holmes Poduction Corporation, e assinou com  a Warner Brothers para a distribuição de seus filmes. A Warner, porém, tentou convencê-la a estrelar um filme, The Danger Trail, em 1920, para financiar suas produções. Quando Holmes fez seu primeiro seriado, The Tiger Band, em 1920, a Warner criou-lhe dificuldades financeiras, e o seriado teve uma distribuição pobre. Holmes não mais produziu, limitando-se a atuar.
Este seriado é considerado perdido.

## Elenco
- Helen Holmes	 ...	Helen Warren
- Jack Mower	 ...	Jim Stone
- T.D. Crittenden	 ...	Jackson Warren (creditado Dwight Crittendon)
- Omar Whitehead	 ...	Wong
- William Brunton	 ...	Jose Galbez
- Bert Hadley	 ...	Vilão
- Yukio Aoyama

## Capítulos
1. Chang the Mighty
2. The Brand of Hate
3. The Stolen Engine
4. In the Power of Chang
5. The Great Leap
6. The Mysterious Friend
7. At Close Quarters
8. A Race with Death
9. A Perilous Escape
10. Trapped
11. The Informer
12. The Death Hazard
13. The Flaming Peril
14. The Masked Man's Treachery
15. The Masked Man's Claws